# حميد حسين شيخ إسماعيل
حميد حسين شيخ إسماعيل هو سياسي سريلانكي، ولد في 19 مايو 1901 في بوتالام في سريلانكا، وتوفي في 3 أغسطس 1974. حزبياً، نشط في مستقل. وقد انتخب عضو برلمان سريلانكا.